# Mario de la Tour
Mario de la Tour (Maurice Paul Mario de la Tour Saint-Ygest, parfois orthographié Saint-Igest) né en 1870 et mort en 1941, est un poète et dramaturge français.
Fils de Charles Émile de la Tour Saint-Ygest, très influencé par Leconte de Lisle, il écrivit de nombreuses tragédies en vers ayant pour sujet l'Antiquité. Il épousa en 1896 Marie Anne Claudine Mendès (1876-1937), fille de Catulle Mendès et de Augusta Holmes, et le couple eut une fille, Émilie (1899-1984).

## Œuvre

### Poésie
- Les Constellations, poème (1888) Gallica
- Léda, sonnet (1889) Gallica
- La Vendangeuse, poème (1889) Gallica

### Théâtre
- Philoclès (1895) Article critique de Fernand Fouquet
- Œdipe chez ses fils (1896) Gallica
- Les Thermopyles (1905)
- Héraklès furieux (1908) Gallica